# Estádio da Luz (1954)
Het Estádio da Luz (stadion van het licht) was een multifunctioneel stadion in Lissabon, de hoofdstad van Portugal. Officieel heette het stadion Estádio do Sport Lisboa e Benfica.
Het stadion werd vooral gebruikt voor voetbalwedstrijden, de voetbalclub SL Benfica maakte gebruik van dit stadion. Ook het nationale elftal speelde in dit stadion veel internationale wedstrijden. Dat gebeurde voor het eerst in 1971 met een EK kwalificatie wedstrijd tegen Schotland (2–0) en voor het laatst op 6 oktober 2001, een WK-kwalificatiewedstrijd tegen Estland (5–0) Het stadion werd geopend in 1954 en afgebroken vanaf 2002. Er werd daarna een nieuw stadion gebouwd dat dezelfde naam zou gaan dragen. Het maximale aantal toeschouwers verschilde vanaf de bouw tot aan de afbraak. Het maximum was 120.000 vanaf 1985 tot aan 1994.